# Reutte
Pour les articles ayant des titres homophones, voir Reute.
Reutte est une commune autrichienne du Tyrol. C'est la capitale touristique et administrative de l'Ausserfern.
Reutte est une petite localité du Tyrol, qui se trouve non loin des ruines du château d'Ehrenberg.

## Histoire
- Le château Ehrenberg est une ruine du XIIIe siècle située sur le territoire de Reutte.
- C'est dans cette ville que la plupart des ingénieurs allemands, dont Wernher von Braun, en fuite depuis leur base militaire de Peenemünde pour échapper à l'Armée rouge, se livrèrent à l'armée américaine le 3 mai 1945 ; ils furent ensuite transférés aux États-Unis à Fort Bliss pour travailler à la mise au point des lanceurs américains, le plus connu étant la fusée Saturn V qui a permis les missions lunaires Apollo, dans les années 1960 et le début des années 1970.

## Galerie

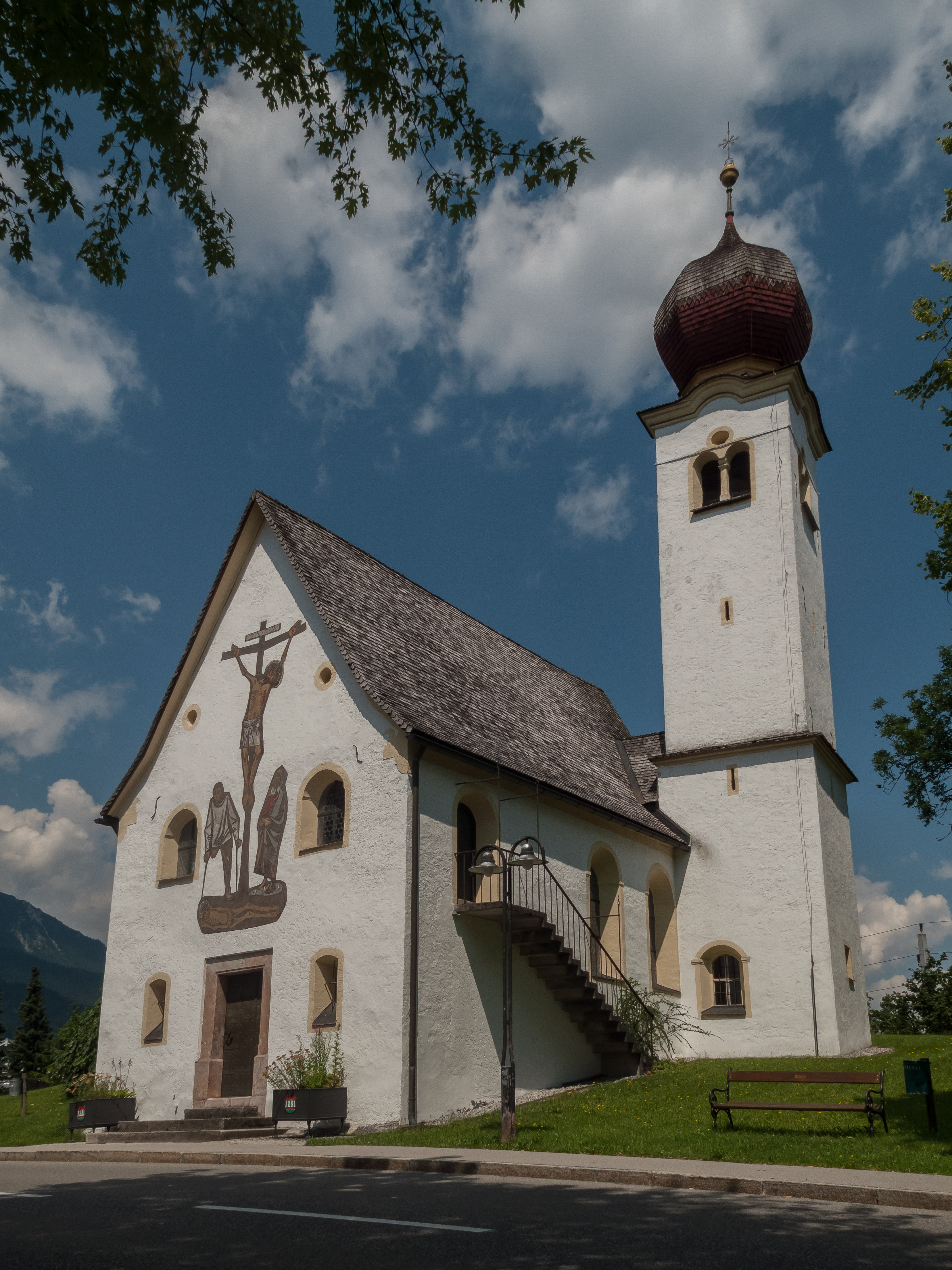
Reutte : chapelle Saint-Roch.
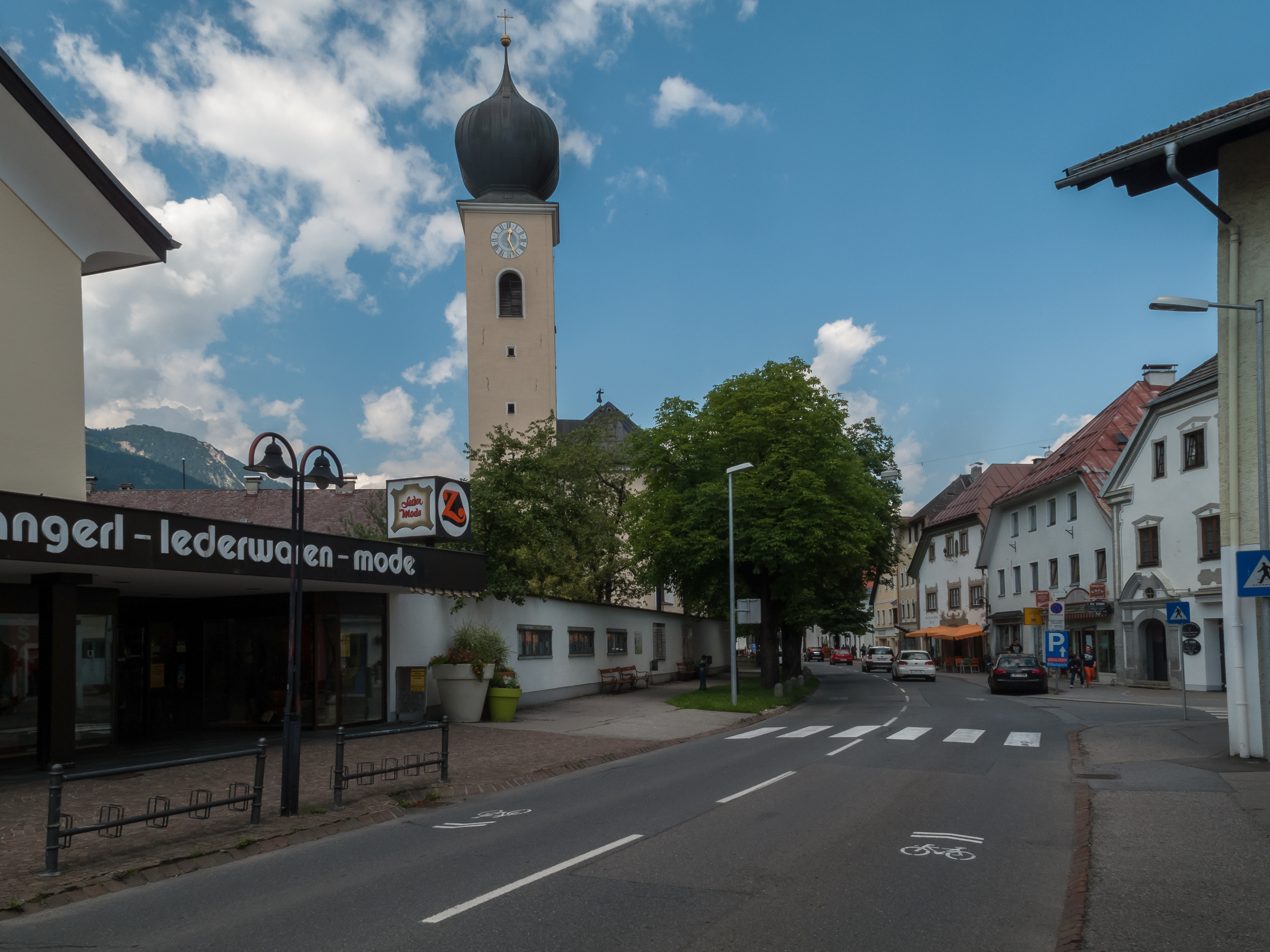
Église vicariale et franciscaine Sainte-Anne et couvent franciscain.

## Personnalités liées à la commune
- Johann Jakob Zeiller, peintre, est né et mort à Reutte.